# Centre hospitalier universitaire de Batna
 (novembre 2019).
Le Centre Hospitalo-universitaire de Batna est une structure de 540 Lits repartis en sept (7) services: six services chirurgicaux et un pavillon des Urgences médico-chirurgicales. Ces urgences touchent à toutes les disciplines médicales, à savoir : Médecine Interne, Détenus, Pédiatrie, Cardiologie, Anesthésie  Réanimation, Néphrologie-hémodialyse, Neuro-endocrinologie, Brûlés, Hématologie, Chirurgie Générale, Maxillo-faciale, Chirurgie pédiatrique, Urologie, Orthopédie-Traumatologie, Neurochirurgie et Ophtalmologie.
En plus, ces disciplines assurent des consultations spécialisées entrant dans les spécialités suivantes: Médecine Légale, Médecine de Travail, Neurochirurgie, Dermatologie, Neurologie, Rééducation Fonctionnelle, Physiologie, Rhumatologie, Gastro-entérologie, Épidémiologie, Chirurgie Dentaire.
Un plateau technique de huit (8) laboratoires à savoir : Anatomie-pathologie, Biochimie, Microbiologie, Parasitologie, Histologie, Immunologie, Centre de transfusion Sanguine et le laboratoire d'Hématologie (Unité du Service). 
Une Radiologie avec trois (3) Annexes qui assure: Scanner, I.R.M, Écho-abdominale, Écho-Doppler, Écho-Cervicale, Écho-Mammaire, Mammographie.
Cinq (05) Blocs Opératoires avec 22 Salles opératoires.

## Histoire
Sous l'Algérie française, l’hôpital de Batna à l’instar des autres services d’utilité publique était au service de l’armée coloniale. À cet effet, il a été bâti en 1950, situé face à des casernes pour constituer un complexe Medico-militaire. En 1956, cet hôpital a pris le nom d’hôpital civil avec l’ouverture de quatre services (Pédiatrie, Chirurgie Générale, Médecine et Maternité) en plus d’un simple plateau technique destiné aux notables de la ville.
Après l’indépendance de l'Algérie, cet hôpital poursuivra sa mission tant bien que mal avec les mêmes services jusqu’à la construction du nouvel hôpital (l’actuel) « Benflis Touhami ». Ce dernier a ouvert ses portes en 1977 et a fait l’objet d’une restauration dans le cadre de la carte sanitaire en 1982, englobant ainsi un ensemble de vingt neuf (29) services.
Ce n’est qu’en 1986 que le Secteur sanitaire de Batna accède au statut de C.H.U: Centre Hospitalo-Universitaire. 